# چرخ‌ریسک سیچوان
چرخ‌ریسک سیچوان (نام علمی: Poecile weigoldicus)، گونه‌ای از پرندگان خانواده چرخ‌ریسکان است و در مرکز چین یافت می‌شود.
این گونه در گذشته به عنوان یک زیرگونه از چرخ‌ریسک بیدی (Poecile montanus) در نظر گرفته می‌شد. بر اساس تجزیه و تحلیل ژنتیکی منتشرشده در سال ۲۰۰۲ به وضعیت گونه ارتقا یافت، تک‌نماد است: هیچ‌گونه زیرگونه‌ای شناسایی نمی‌شود.